# コロラドスプリングス・スイッチバックスFC
コロラドスプリングス・スイッチバックスFC (英語: Colorado Springs Switchbacks FC) はアメリカ合衆国・コロラド州コロラドスプリングスに本拠地を置くサッカークラブ。2023年現在、USLチャンピオンシップに所属している。

## 歴史
コロラドスプリングズのオーナーグループは、2013年12月5日にUSLプロフランチャイズを授与された。2014年1月31日、新クラブの名称が「スイッチバックス」となることが発表された。3月11日、コロラド・ラピッズアシスタントコーチのスティーブ・トリッチュが新監督に就任。2015年シーズンよりユナイテッドサッカーリーグに参戦した。
2018年10月30日、同じコロラド州に拠点を置くメジャーリーグサッカーのコロラド・ラピッズとの提携契約を発表した。提携関係は2021年シーズン終了をもって解消した。

## 歴代所属選手
- 原田慎太郎 2015-2016
- クリス・ジェームス 2017
- マイケル・アジラ 2018
- アンドレ・バヴァ・シンヤシキ 2019
- コール・バセット 2019
- クリント・アーウィン 2019
- 栗本広輝 2020
- ジョゼ・フランシスコ・トーレス 2021
- 半谷陽介 2024 -